# AKB48歷史
AKB48是在日本製作人秋元康的企畫之下於2005年組成的女子偶像團體，在歷經了幾年的努力後，發展成一個無論是在作品銷售量、媒體曝光率或知名度上，都在日本國內甚至世界市場佔有一席之地的賣座演藝團體；除了在日本演藝圈掀起了女子偶像勢力再起的「AKB48現象」，並以AKB48為中心衍生出在日本國內外擁有數個偶像團體的「AKB48集團」。
本文主要收錄與AKB48相關的歷史資訊，以年表的方式按照發生時間先後記載。收錄的內容除了AKB48團體內的發展歷史之外，也涵蓋部分與AKB48相關、發生於AKB48及其衍生團體或姊妹團體之間的跨團體資訊（以AKB48集團日本國內系列團體為主）。

## 2005年
- 7月，由總製作人秋元康企劃，「秋葉原48項目」第一期成員募集開始[1]。
- 10月30日，在東京都港區的芝浦藝人工作室最終審查召開[2]。全部應募者7924人中，從通過審查的45人中，公布了最終24名合格者（330分之一）[1]。
- 11月3日，在東京都內的藝人工作室，由夏真由美（日语：夏まゆみ）指導合格者的舞台課程開始，進行了約1個月的舞台特訓[1]。
- 11月23日起訓練場所轉移至工程中的秋葉原48劇場[3]。
- 12月8日，在竣工的秋葉原48劇場進行了第一次劇場公演。當日2場公演觀衆合計72人，其中65人爲相關人員，只有7人爲普通觀眾[1]。但是最初預訂的劇場開放日期爲12月1日[4]，並於11月28日發表了延遲一週的消息[5]。
- 12月16日，由於劇場舞台設備問題而無法進行公演，所以在沒有事先通知的情況下就召開了握手會。約50名觀眾參加，當時允許與喜歡的成員拍照合影[1]。
- 12月17日，参加HOT☆FANTASY ODAIBA（日语：HOT☆FANTASY ODAIBA），召開了秋葉原48劇場之外的首場音樂會[6]。

## 2006年

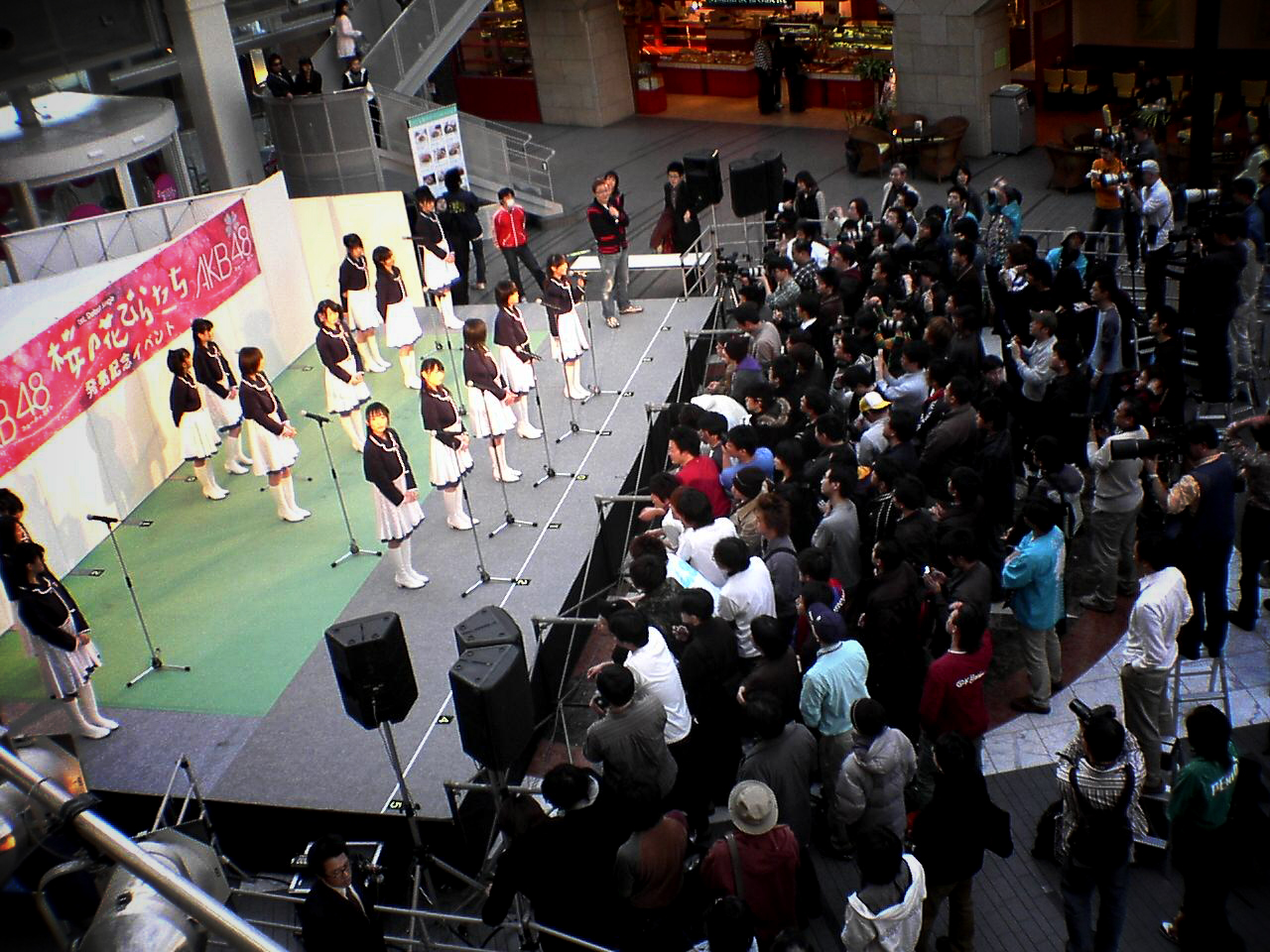
2006年3月26日，當時尚未成名的AKB48在商場表演《櫻花的花瓣們》，台下觀眾人數稀少

- 2月2日，首張獨立製作的單曲《櫻花的花瓣們》由AKS發行。AKS當時剛從Office48接手成為AKB48的營運單位。

- 2月4日，劇場公演首次達到滿員記錄[1]。

- 2月19日，參加第二期成員募集的11892人中，對審查合格者進行了業內首次視訊電話試鏡[7][8]，54人進入最終審查。

- 2月26日，公布了第二期成員募集最終合格的19人，Team K誕生[7]。

- 3月1日，首本寫真集《密着!「AKB48」~寫真集 Vol.1 the・Debut》發行。

- 4月1日，Team K劇場首次公演。雖然第一天滿員，但是第三日入場時人數減半[7]。

- 6月4日，在秋葉原UDX會場舉辦預定於7日發售的第2張單曲《裙襬飄飄》的發售紀念演唱活動，動員約1500人[註 1]。

- 6月9日，第2張獨立製作單曲《裙襬飄飄》在《MUSIC STATION》、《音樂戰士 MUSIC FIGHTER》兩個節目演出，完成了歌曲首次在電視節目的播出[7]。

- 7月23日，舉行活動「AKB48花屋敷旅行」[7]。

- 8月22日，歌迷會「柱之會」結成[7]。

- 10月25日，由DefSTAR Records製作的首張主流發行單曲《想見你》發行，完成了較大規模的初次亮相。獲得Oricon週榜第12位[7]。

- 11月3－4日，在日本青年館舉行首次在劇場外演出的演唱會「AKB48 1st演唱會「想見你～柱子沒了唷!～」」[7]。

- 12月3日，公布了第3次成員募集12,828名應募者中最終合格的19人，Team B誕生[7]。

## 2007年
- 1月31日，第2張單曲《制服真礙事》發行。發售日在澀谷舉辦了發售紀念演唱活動。該單曲在Oricon週榜獲得第7位，首次進入前十名。

- 3月10日－4月1日，首場全國巡演「AKB48 春季之全國小小巡演～路還遠著呢AKB48!～」在東京、名古屋、福岡和大阪召開。

- 4月8日，Team B劇場首場公演。從第一天到演出的最後一天達成滿員[7]。

- 7月20日，紀念劇場第500次公演，成員當面贈送紅白包子予每個入場觀衆。

- 8月18日－25日，在電影《傳染歌》中演出的10名成員，在先行放映的東京都中央區築地的東京劇場以「吉尼斯挑戰1週連續首映式致辭」名義連續實行30次首映式致辭。

- 9月22日，Team B與秋元康一起參加在中國北京舉行的「中日文化人懇談会2007～オープンカレッジ in 北京～」，在中國藝術研究院進行了AKB48首場海外演唱會，披露6首曲目。

- 12月31日，《第58回NHK紅白歌合戰》中，與中川翔子、莉亞·迪桑等一起作爲「秋葉原圈」首次登場。合計43人共同出場，是當時紅白出場人數最多的小組[7][9]。

## 2008年
- 1月1日，首張專輯《SET LIST～Greatest Songs 2006-2007～》發售。
- 1月21-24日，於SHIBUYA-AX舉行《AKB48 重温时间 最佳曲目100》演唱會，此後「重溫時間」（リクアワ）歌曲票選排行榜成為AKB48及其姊妹團體每年定例舉行的活動之一。
- 1月24日，AKB48首個冠名節目《AKB1時59分!》開始在日本電視台播出，後來改版為《AKBINGO!》，成為AKB48招牌的冠名節目。
- 2月，第8張單曲《櫻花的花瓣們2008》的銷售方式發生糾紛，被指違反反托拉斯法。DefSTAR Records與AKB48方面的合約宣告解除，導致單曲《Baby! Baby! Baby!》不能公開以唱片型式銷售，只能改以網絡付費下載方式發行。
- 10月22日，與國王唱片簽約後首次發行單曲《大聲鑽石》。

## 2009年

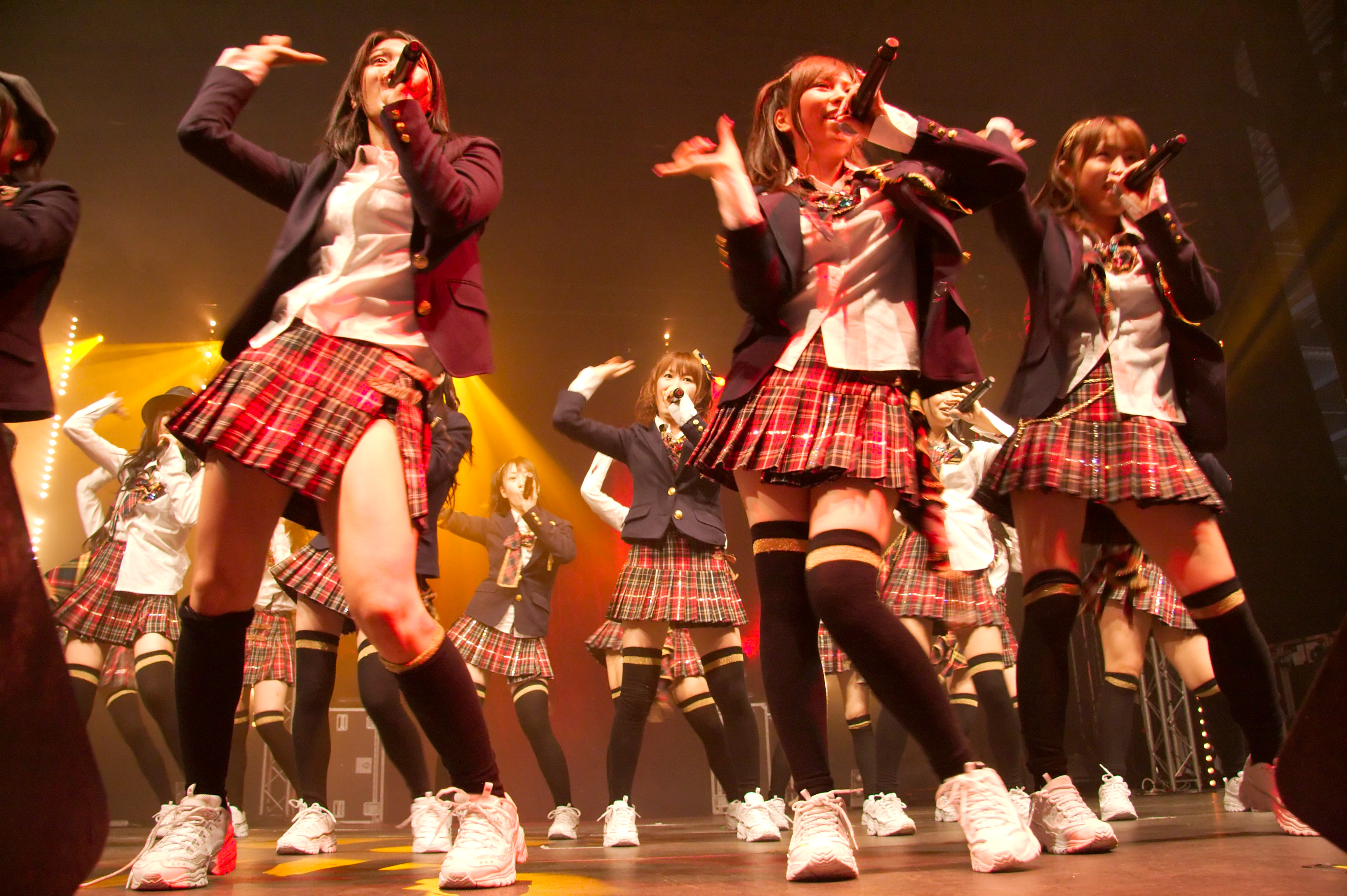
在2009年巴黎日本博覽會上表演的AKB48

- 6月－7月，AKB48第13張單曲選拔總選舉「向神發誓，動真格」（第1次單曲選拔總選舉）召開，前田敦子獲得冠軍。此後「AKB48選拔總選舉」成為AKB48及其姊妹團體每年定例舉行的活動之一。
- 8月22日－23日，日本武道館2日演唱會「AKB48分身之術巡演／AKB104選拔成員組閣祭」召開，發表了組閣（Team洗牌）結果。同時新設立隊長一職，Team A、Team K和Team B的隊長分別是高橋南、秋元才加和柏木由紀。[10]
- 8月26日，第13張單曲《也許是藉口》發行。
- 10月21日，第14張單曲《RIVER》發行，首次獲得Oricon週榜第1位[11]。
- 12月31日，《第60回NHK紅白歌合戰》時隔兩年再次登場[12]。

## 2010年

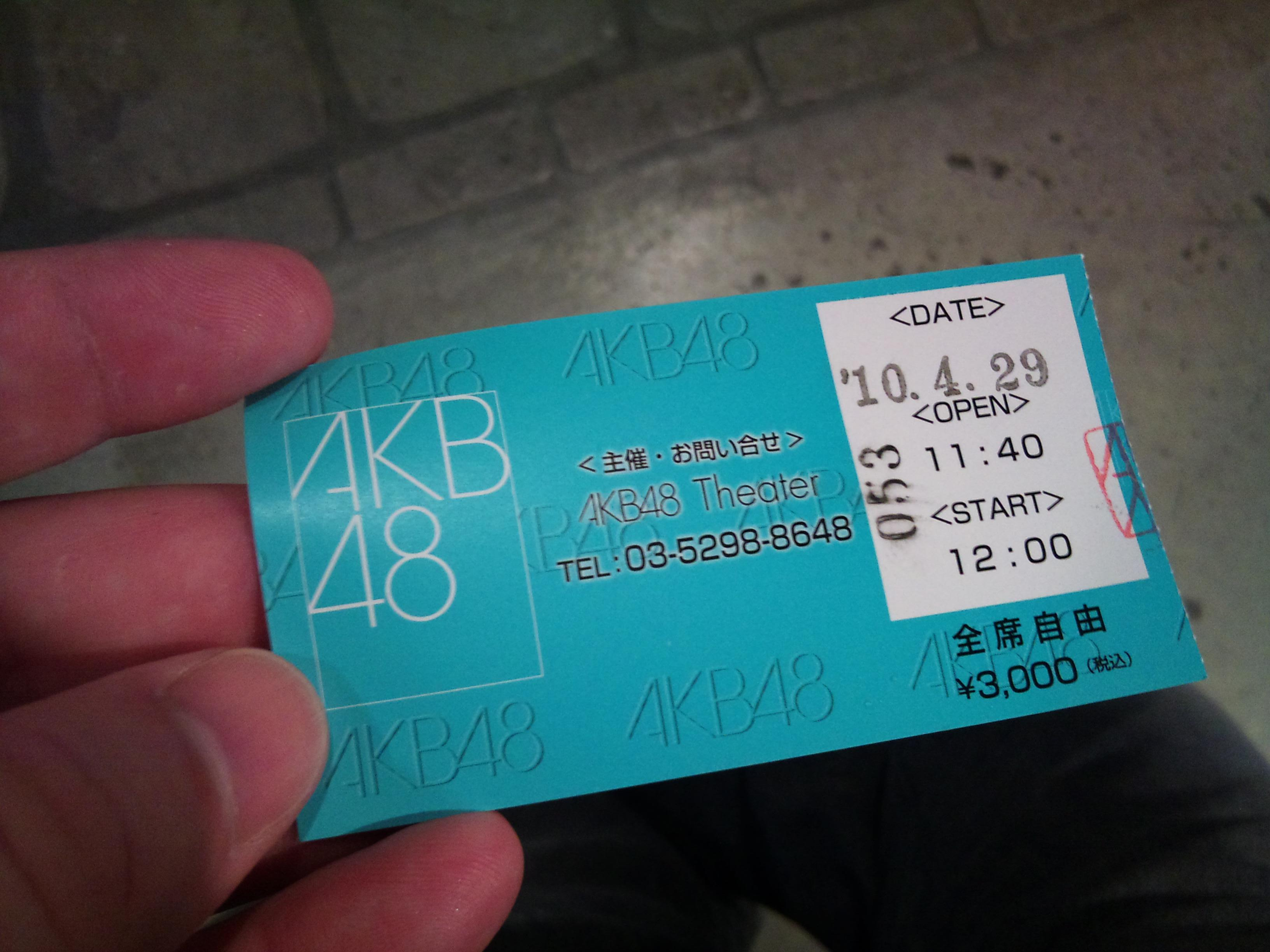
2010年的AKB48劇場入場門票

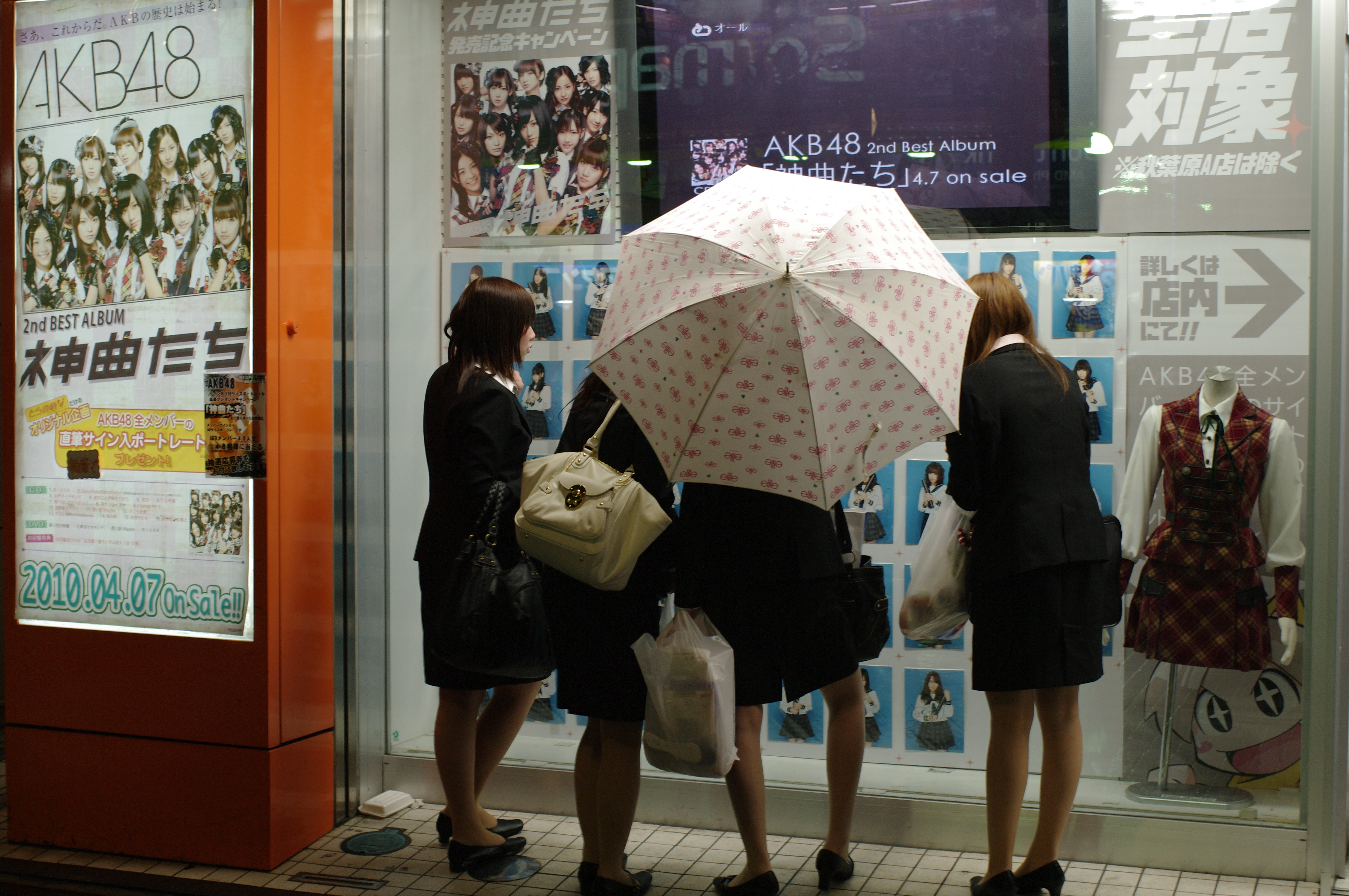
AKB48《神曲集》見面會海報

- 2月17日，第15張單曲《櫻花印記》發行，打破了女性藝人的初動銷量突破30萬張長達7年的紀錄[註 2]。
- 2月21日－7月27日，進行組閣（Team洗牌）。
- 4月7日，更換唱片公司後的第1張精選輯《神曲集》發行，獲週榜和月榜銷量第1位。同時也是AKB48出道5年來第一張取得首位的專輯，首週銷量29.5萬張打破了女子組合榜單自早安少女組。第4張專輯《一起走吧！》[註 3] 以來，長達8年無專輯初動銷量超過25萬張的局面[13]。
- 4月9日，在日本放送的冠名廣播節目《AKB48的 All Night Nippon（日语：AKB48のオールナイトニッポン）》開始播出。
- 5月26日，第16張單曲《馬尾與髮圈》發行，打破了女子組合銷售50萬張唱片長達9年5個月的紀錄[註 4]。
- 5月－6月，AKB48第17張單曲選拔總選舉「向母親發誓，這是真的」（第2次單曲選拔總選舉）召開，大島優子首次獲得第1名（中心）。
- 8月18日，第17張單曲《無限重播》發行，達成連續兩次女子組合銷售50萬張唱片的記錄，在2010年8月25日發表的RecoChoku週榜中，短信鈴聲、完整歌曲铃声（日语：着うたフル）、音樂影片、手機視頻和电话铃声5個項目週榜皆獲首位。
- 9月21日，AKB48第19張單曲選拔猜拳大會在日本武道館召開，內田真由美首次獲得冠軍。此後「AKB48集團猜拳大會（日语：AKB48グループじゃんけん大会）」成為AKB48及其姊妹團體每年定例舉行的活動之一。
- 10月1日，AKB48唯一授權開設的國際中文官方網站正式上線並啓動試運營[14]。
- 10月15日，在《AKB48的 All Night Nippon》中，秋元才加表示，因一連串騷動辭去Team K隊長職位，之後Team K隊長一職從缺。
- 10月20日，AKB48第一間授權開設的官方公式海外商店，於香港西九龍中心正式啓動開業營運[15]。
- 10月27日，第18張單曲《Beginner》發行，組合唱片銷量首次突破百萬。日本女性藝人榜單連續5張唱片第1位，單曲年榜第1位，這是21世紀以來單曲的最高初回銷售額。
- 11月16日，在澳門金沙酒店金沙演奏廳舉行演唱會。
- 11月18日，被吉尼斯世界紀錄大全認證爲「世界上成員最多的流行團體（"Largest Pop Group"）」（正規成員48名）。
- 12月1日，AKB48第一間授權開設的官方公式海外博物館，於香港銅鑼灣正式啓動開業營運開幕[16]。
- 12月8日，第19張單曲《机会的顺序》发行。首周销量高达596,769张，夺下了Oricon公信榜周销量排名的首位。藉此，AKB48达成了6张单曲连续第一、且连续4张单曲首周销量突破50万张的成绩，這是继1978年Pink Lady32年以来的首次。
- 12月20日，日本第43届Oricon年度歌曲排名：第1位《Beginner》、第2位《無限重播》、第5位《馬尾与髮圈》、第8位《机会的顺序》，四張單曲同时進入年榜内TOP10。
- 12月31日，《第61回NHK紅白歌合戰》連續2年，第3次出場，成為當時紅白史上出場人數最多的小組（共130人）。小組中包括研究生、SKE48和尚未進行公演的NMB48成員[17]。

## 2011年

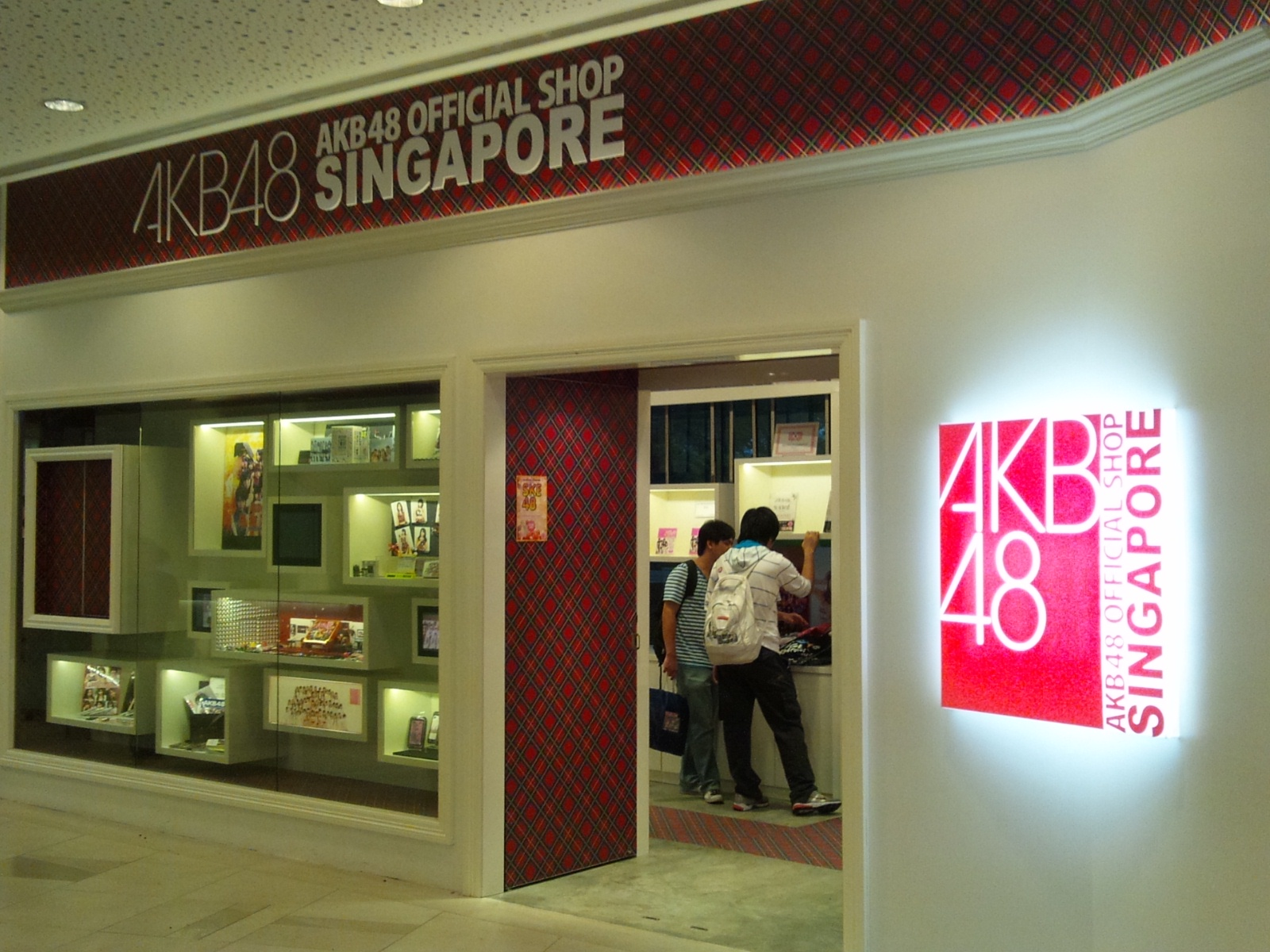
2011年開業的AKB48新加坡官方專門店

- 1月10日，在Oricon週間單曲榜單上，女性藝人單曲4曲同時上榜並進入前十。這種狀況持續了3週，這是Oricon史上的首次記錄[18]。

- 1月22日，AKB48第一部紀錄片《DOCUMENTARY of AKB48 to be continued 10年後，少女們會如何看待今天的自己呢？》公開[19]。

- 2月22日，同月16日發行的單曲《變成櫻花樹》的首週銷量達到94.2萬張，這一數字達到歷代第6位，女性藝人中僅次于宇多田光的《Addicted To You》排名第二。這也是時隔11年3個月以來再一次出現首週銷售90萬張以上的情況。同時是繼Pink Lady以来，首次連續7張單曲獲得首位。這也是AKB48自《馬尾與髮圈》以來連續第五張單曲的首週銷量超過50萬張。

- 2月28日，以前日在東京都進行的東京馬拉松跑完全程為由，秋元才加獲秋元康告知正式復任Team K隊長[20]。

- 3月5日，在握手會上宣布截至3月4日，第20張單曲《變成櫻花樹》銷量累計115萬張的消息。《變成櫻花樹》是繼第18張單曲《Beginner》以來，第二張銷售量突破百萬的單曲[21]。

- 3月12日，受日本東北地方地震影響，必須確保劇場設備安全[22]，在當日SDN48公演後[23]，預訂3月12日－17日的9場劇場公演（Team研究生8場，Team B一場）全部取消。

- 3月14日，與日本紅十字會合作開設了針對日本東北地方地震的捐款的“AKB48項目”帳戶[24]，用來保管成員及幕後工作人員的捐款[25]，並與姐妹組合SDN48、SKE48和NMB48全部成員及工作人員號召歌迷援助赈災[26]。當日晚上宣布了AKB48劇場閉館的消息[27]。

- 3月15日，發表了第3張專輯《就是在這裡》[註 5] 發售延期[28]、及劇場盤發售紀念握手會中止和劇場盤廢除的消息，並且發售日期未定[29]。同日，AKS宣布，AKB48及其姐妹組合和秋元康的事務所等共同向東日本大地震災區捐款5億日元[24]。

- 3月26日，成員12人受邀出席沖繩電影節進行赈災義演[30]。

- 3月29日，ORICON方面宣布AKB48的專輯《神曲集》累計銷量突破了50萬，達50.1萬張，打破了日本本土女性組合榜單持續8年10個月[註 6]及女性組合榜單持續5年2個月[註 7]專輯銷量未有突破50萬張的局面，同時包括派生組合及板野友美的個人單曲在內的12首單曲進入TOP100[31]。同日，在官方博客上宣布預訂5月25日發售的第21張單曲收益的一部分將作爲地震救災捐款和將舉辦AKB48第22張單曲選拔總選舉的消息[32]。另外，宣布因地震延期發行第三張專輯《就是在這裡》[註 5] 新的發行日期確定爲6月8日[33]。

- 4月16日，在大阪市的大阪巨蛋召開單曲《變成櫻花樹》的全國握手會，當日參加歌迷累計約32,000名，創下了歷史記錄[34]。

- 5月14日，AKB48第二家海外店鋪在新加坡的複合建築「*SCAPE」內正式開業[35]。

- 5月25日，第21張單曲《Everyday、髮箍》首日銷量達94.2萬張，是2009年3月以來首日銷量最高紀錄，同時也刷新了AKB48單曲首日銷量記錄[36]。

- 5月31日，ORICON方面宣布AKB48的第21張單曲《Everyday、髮箍》首週銷量133.4萬張，刷新了日本唱片史上最高首週銷量記錄[註 8]。同時也刷新了女性組合連續8週占據ORICON首位長達三十二年零八個月的記錄[註 9][37]。

- 6月6日，於東京巨蛋城表演廳舉行的『「獻給錯過的你們」～AKB48全體總動員公演～』，向日葵组 1st Stage「我的太阳」公演中發表新成立的Team 4[38]。

- 6月9日，AKB48第22張單曲選拔總選舉（第3回AKB選拔總選舉）於日本武道館開票，由前田敦子取得第一位（139,892票）。

- 6月12日，AKB48第三間海外專門店在台灣台北市的西門町誠品116的地下1樓正式開業，當天並邀請了渡边麻友來台灣參加剪綵儀式以及舉辦台灣首次握手會。但這專門店僅開幕營業3天便暫停營業，原因是該空間原本屬於該建築物的緊急避難空間，設店鋪被視為違法。這專門店在7月23日在誠品116三樓重新開張[39]。

- 6月13日，AKB48推出12.5期研究生江口愛實，一出道就單獨登上日本《週刊Playboy》封面和內頁，並擔任江崎固力果「冰果實」代言人在AKB48廣告CM裡站最中間位置，引來外間不同揣測。最激烈的莫過於江口愛實的表情、動作生硬，令人認為她是由電腦合成。唯AKB48官方網站亦有於Team研究生更新江口愛實的資料，而發言人亦多次表示江口愛實的確存在，正籌備她的公開露面。

- 6月14日，首張原創專輯《就是在這裡》以60.2萬的銷量成為Oricon週榜冠軍，打破早安少女組。在2000年3月創下的女子組合首週最高銷量的紀錄。

- 6月21日，台灣聯合報報導，官方發言人多次表示確實存在的新團員江口愛實被《週刊Playboy》證實是虛擬合成。6月22日台灣蘋果日報報導，江崎固力果之後已坦承，江口愛實其實是由大島優子的頭髮及身材、前田敦子的眼睛、篠田麻里子的嘴巴、板野友美的鼻子、渡邊麻友的眉毛、高橋南的臉型以及研究生佐佐木優佳里的聲音經過電腦合成的虛擬偶像。

- 7月6日，AKB48的音樂錄影帶精選集DVD《AKB滿載 ～THE BEST MUSIC VIDEO～》的累計銷量已達到約27萬5000枚，刷新了倉木麻衣《FIRST CUT》的記錄。 （女性藝人曾連續兩週獲得首位的只有濱崎步、安室奈美惠等5次記錄，AKB48成為了第六組獲此殊榮的女性藝人）

- 7月22日，為期3天的西武巨蛋演唱會活動開始舉行，3天總共動員歌迷9萬人，創造了AKB的歷史新紀錄。

- 7月24日，演唱會第三天CG偶像江口愛實意外出現在琦玉縣西武巨蛋。由15歲研究生佐佐木優佳里以特殊化妝扮演江口愛實，與AKB48共同表演。

- 7月27日，於6月24日發售的AKB48的MV集DVD《AKB滿載 ～THE BEST MUSIC VIDEO～》累計銷量已達32萬4000枚，成為公信榜女性藝人歷代音樂DVD作品銷量的第一位。

- 8月2日，高橋南代表AKB48官方到訪台灣，吸引將近300名歌迷在台北松山機場接機，更在誠品書店台北信義店舉辦了2場握手會[40]。

- 8月11日，根據當天發表的Oricon公信榜一周書刊排行顯示，於8月5日開始發售的寫真集《AKB48総選挙！水著サプライズ発表2011》的首周銷量為9萬3000本，在綜合部門初次登場就獲得首位。再次登頂成為歷代一位。

- 8月22日，AKB48的第17張单曲《無限重播》在當日的ORICON卡拉OK排行榜上获得首位，至此已连续43周荣登第一宝座。这个成绩打破了6年不动、由ORANGE RANGE的《花》所创下的连续42周第一的纪录，成功树立起了新的纪录。

- 8月24日，第22張單曲《飛翔入手》发行，发售首日已经售出约102.6万张，成功登上日公信榜首位之余，还创下了日本唱片史以及日本公信榜史的新纪录。

- 8月30日，Oricon周榜排行榜，初日破百萬的第22張《飛翔入手》（24日發售）的發行首周銷量為約135萬4000張，初登場奪得首位。AKB48已經連續9張單曲奪得該榜單首位，32年又9個月以來打平了Pink Lady於78年創下的女子組合單曲連續獲得首位的記錄。另外AKB48的單曲已連續三部作品突破百萬，有女子組合連續3部作品破百萬銷量也是Pink Lady以來33年半的首次。

- 9月16日，在15日－18日舉行的東京電玩展上，音樂遊戲《太鼓之達人》舉行了現場活動。活動上公佈了AKB48將要參與《太鼓之達人》系列的電視廣告拍攝。而AKB48的新曲《風正在吹》也收錄進遊戲。

- 9月19日，Oricon每周卡拉OK榜單（統計時間：9/5－9/11），《無限重播》（去年8月發售）已經連續47周等上首位，刷新了該單曲所獲得的“連續首位”的記錄。第二位是創下歷代單曲最高首周銷量的135.4萬張的紀錄的最新單曲《飛翔入手》（8月24日發售），第三位是《Everyday、髮箍》（5月25日發售） ，自此，AKB48獨占前三名。這是自1994年12月26日首度開始發布Oricon卡拉OK排行榜榜單以來，首度有藝人能夠獨霸前三甲。

- 9月20日，AKB48第24張單曲選拔猜拳大會在日本武道館召開，篠田麻里子首次獲得第1名（中心）。

- 9月24日，高橋南、渡邊麻友、河西智美和指原莉乃等16名成員在上海外國語大學舉行免費公演，有1300多名觀眾觀看這次的演出。這是AKB48自2007年Team B北京公演之後，在中國大陸的第二次公演。

- 10月3日，高橋南訪新加坡，為當地的AKB48專門店和主題咖啡舘做宣傳。翌日（10月4日），高橋南抵達印尼雅加達，與即將要在印尼設立的姐妹團體JKT48的甄試成員會面，更出席當地電視台的節目以及舉辦了一場握手會[41]。

- 10月6日，與Terry伊藤（日语：テリー伊藤）一同就任《第62回NHK紅白歌合戰》的紅白應援隊。

- 10月10日，Team 4初次劇場公演。

- 10月26日，第23張單曲《風正在吹》發行，首日發售已經售出約104.5萬張，成功登上日公信榜首位之餘，還創下了日本唱片史以及日本公信榜史的新紀錄。

- 12月7日，第24張單曲《崇尚麻里子》發行，唱片一開賣即取得95.9萬張銷量，次日已破100萬大關，成為組合的第六張百萬銷量作品。

- 12月19日，Oricon 發表第44回（2011年度）排行榜。Oricon年度單曲銷量由AKB48獨佔首5位，為該榜有史以來首次。同時在Oricon的16個分類獎項內，AKB48總共佔據了歌手類總銷售、作品類單曲總銷售張數、作品類單曲總銷售額、歌手單曲總銷售額、作品類Music Blu-ray總銷售張數、作品類Music Blu-ray總銷售額及歌手類Blu-ray總銷售額這7個部門的冠軍。

- 12月30日，第22張單曲《飛翔入手》獲得第53回日本唱片大獎優秀作品獎及日本唱片大獎。

- 12月31日，《第62回NHK紅白歌合戰》連續3年，亦是第4次出席表演，並且連同姐妹團SKE48、NMB48、SDN48、HKT48和JKT48合共210人演唱《風正在吹》、《飛翔入手》及《Everyday、髮箍》，再一次打破紅白史上出場人數最多的小組登場紀錄[42]。

## 2012年

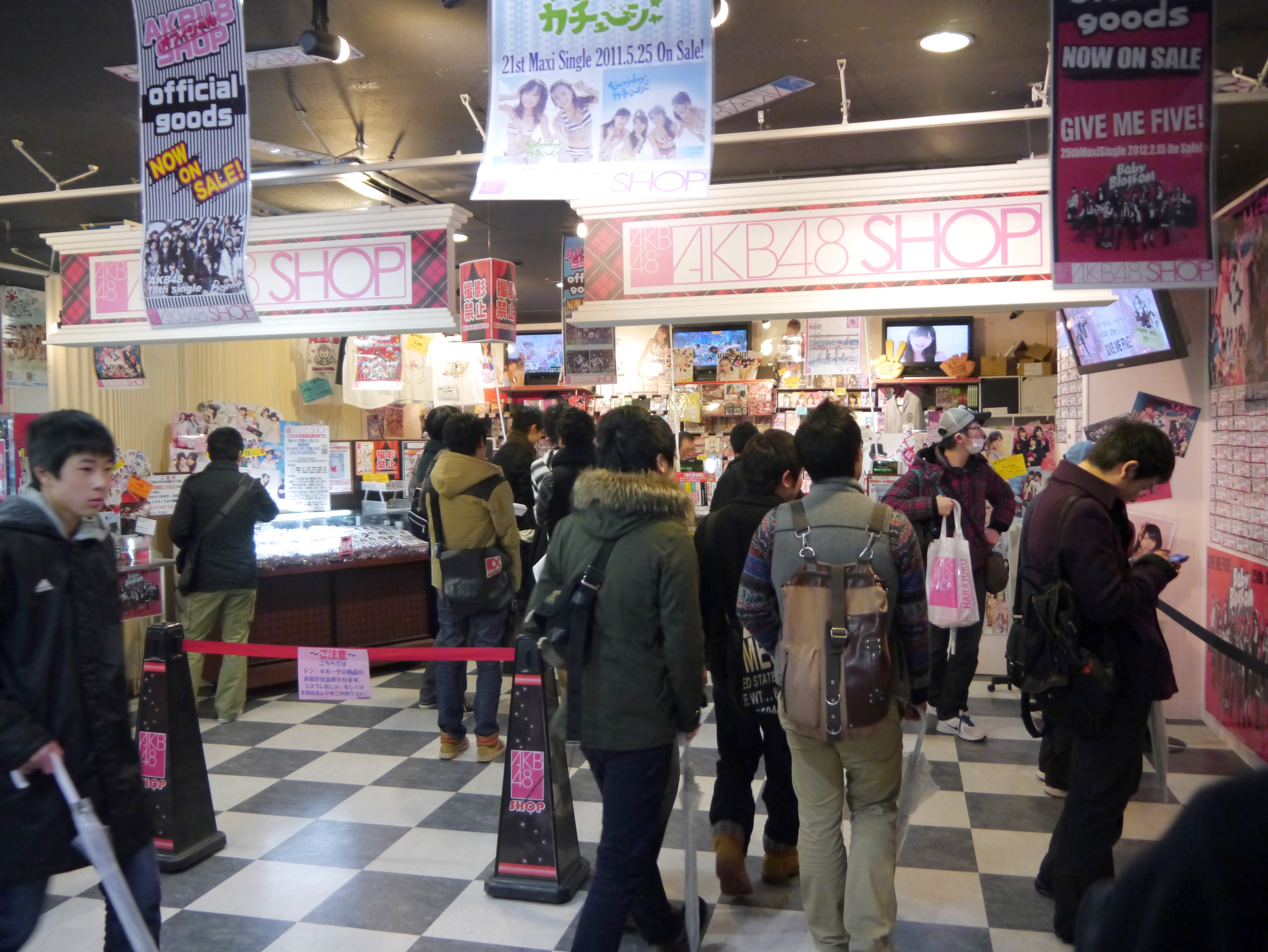
2012年3月，正在發售《Everyday、髮箍》和《GIVE ME FIVE!》的AKB48秋葉原官方專門店

- 1月18日，團員前田敦子、大島優子、指原莉乃、柏木由紀、高橋南、橫山由依、高城亞樹、宮澤佐江受邀擔任台灣7-11三麗鷗集點送活動代言人，廣告於當日在台灣首映。

- 1月27日，AKB48第二部紀錄片《DOCUMENTARY of AKB48 Show must go on 少女們即使受傷，也在努力實現夢想》公開[43]。

- 2月5日，日本人偶製造商PetWORKs Co.設計以AKB48成員為範本的人偶。這些肖似AKB48成員的人偶高27公分，在東京造型藝術大學展出，但目前還沒有計劃進行商品化而大量生産[44]。

- 2月10日，AKB48在台灣樂天市場網路購物網開設了官方專門店「AKB48 Official Shop Taiwan」，以網購的方式來銷售AKB48的周邊商品[45]。

- 2月15日，第25張單曲《GIVE ME FIVE!》發行。唱片首日開賣96.7萬張，次日破100萬大關，成為日本2012年度首支百萬銷量唱片，為組合的第7張百萬單曲。

- 2月17日, AKB48的6位成員梅田彩佳、藤江麗奈、仁藤萌乃、川榮李奈、森川彩香和名取稚菜抵達北京，以「活力日本啦啦隊」的身份，為在北京舉行的「活力日本展」的宣傳進行了一場小型演出。然而，到機場接機僅有10多名歌迷，反應出乎意料的冷淡。AKB48這6位成員的到來，同時是「中日建交40周年」的一種親善擧動。領隊梅田彩佳更對中國給與日本震災的援助表示感謝[46][47][48]。

- 2月25日，柏木由紀造訪台灣，在台北信義誠品書店舉行握手會。翌日（2月26日），柏木由紀飛往香港，在西九龍中心舉行了握手會。

- 3月5日，AKB48包括研究生在內全部成員演出的朝日「WONDA」飲料罐裝咖啡的電視廣告，被健力士世界紀錄大全鑑定為「24小時以內，通過地上電波播出同一商品最多版本的電視廣告」，大幅度刷新之前由嵐保持，「Android au」60個版本的紀錄。在這同一系列的廣告中，90位AKB48成員以單獨演出的方式，用自己的姿態來傳達日本朝氣向上的信息。這是AKB48歷史上的第一次，也是電視歷史上最多的一次[49]。

- 3月6日，在美國權威音樂流行榜Billboard所主辦的2011年「Billboard日本音樂大獎」中，AKB48奪得「最佳歌手」、「最佳流行樂歌手」、「年度最佳專輯」和「年度最暢銷專輯」4個大獎，打破先前EXILE得3獎的紀錄[50]。

- 3月23日，在埼玉超級競技場舉行的演唱會「業務連絡。拜託了，片山部長！ in埼玉超級競技場」第一日中，宣佈將會在AKB48的夢想之地「東京巨蛋」舉辦演唱會，當時詳細內容未定。其後公布於8月24日至26日舉行。

- 3月25日，前田敦子在「業務連絡。拜託了，片山部長！ in埼玉超級競技場」演唱會第三天的現場宣佈將要畢業離開AKB48的消息，令全場2萬5千多名歌迷震驚。

- 5月23日，第26張單曲《仲夏的Sounds good！》再次創下Oricon公信榜的最新紀錄，新單曲首周銷售紀錄高達161.7萬張，同時也奪得截至6月4日的周榜首位。這是日本相隔16年出現第三組連續七張單曲銷量破百萬的歌手組合。

- 6月6日，AKB48第27張單曲選拔總選舉（第4回AKB選拔總選舉）於日本武道館開票，由大島優子取得第一位（108,837票）。

- 7月4日，北原里英紀訪台灣，在台北信義誠品書店舉行《AKB48 台灣專門店》一週年記者會跟握手會。

- 7月14日，在東京電視台年度音樂節目《音樂日》（音楽の日）中首度公開演唱第27首單曲《格子花紋》（ギンガムチェック）並披露新單曲唱片於8月29日上市[51]。

- 8月15日，發行第五張專輯《1830m》，首周賣破87.1萬張，成為睽違14年之後首個單週銷量破80萬張的女子團體。

- 8月24至26日，於東京巨蛋舉辦為期三天的演唱會「AKB48 in TOKYO DOME 〜1830m的夢〜」，並於首日宣布第二次組閣，由原來的四組改為「Team A」、「Team K」及「Team B」三組合共66名成員組成，另外還有包括稱為「Team 研究生」的后備隊成員20人，總共86人（另5人移籍到衍生組合，1人畢業）[52]。

- 8月27日，於AKB48劇場舉行“前田敦子卒業公演”[53]。

- 8月29日，發行第27張單曲《格子花紋》。

- 9月18日，AKB48第29張單曲選拔猜拳大會在日本武道館舉行[54]，島崎遙香首次獲得第1名成績，成為第29張單曲的中央位置成員[55]。

- 10月29日，由秋元康作詞、AKB48所演唱之迪士尼電影《無敵破壞王》（Wreck-It Ralph）片尾曲《Sugar Rush》在加州洛杉磯舉辦的電影首映會中公開。該單曲也收錄於電影的原聲帶中[56]。

- 10月31日，發行第28張單曲《UZA》。

- 11月1日，開始啟用8月24日時公佈的新分組編制[57]。

- 11月6日，第28張單曲《UZA》以112.9萬成為Oricon單曲週榜冠軍，是AKB48連續第15個獲得單曲榜冠軍的作品，並創下日本流行樂史上首次有女性歌手或團體擁有10張破百萬銷售量作品的紀錄，追平男子搖滾樂團Mr.Children10張百萬單曲的紀錄，僅次於日本樂史上的紀錄保持者、男子樂團B'z的15張。藉由《UZA》的熱銷AKB48的唱片總銷量正式超越2000萬張，打破沖繩四人女子樂團SPEED之前創下的1,954萬張紀錄，正式成為日本樂史上女性音樂團體的銷售紀錄保持者[註 10]。

- 11月7日，官方發表第29張單曲《永遠的壓力》（永遠プレッシャー）將於12月5日發行[58]。

- 12月5日，发行第29张单曲《永远的压力（永远プレッシャー）》，此单首周销量107万张，公信榜第一。

- 12月17日，第二回AKB紅白歌合戰於東京舉行，河西智美於合戰中公開宣佈預計將從AKB48畢業的消息。同日，增田有華亦將在紅白歌合戰中正式畢業。

- 12月30日，第54屆日本唱片大獎（日本最高音樂獎項）最終審查會在東京國立劇場盛大舉行，AKB48以《真夏のsounds good!》蟬聯該獎項，是繼細川貴志（2連） 、中森明菜（2連）、安室奈美惠（2連）、濱崎步（3連）、EXILE（3連）後第六組連續獲得該獎項的歌手，第九組獲得該獎項兩次（或以上）的歌手。

- 12月31日，“第63回NHK紅白歌合戦”連續第四年出場。出演人數達到210人。

## 2013年

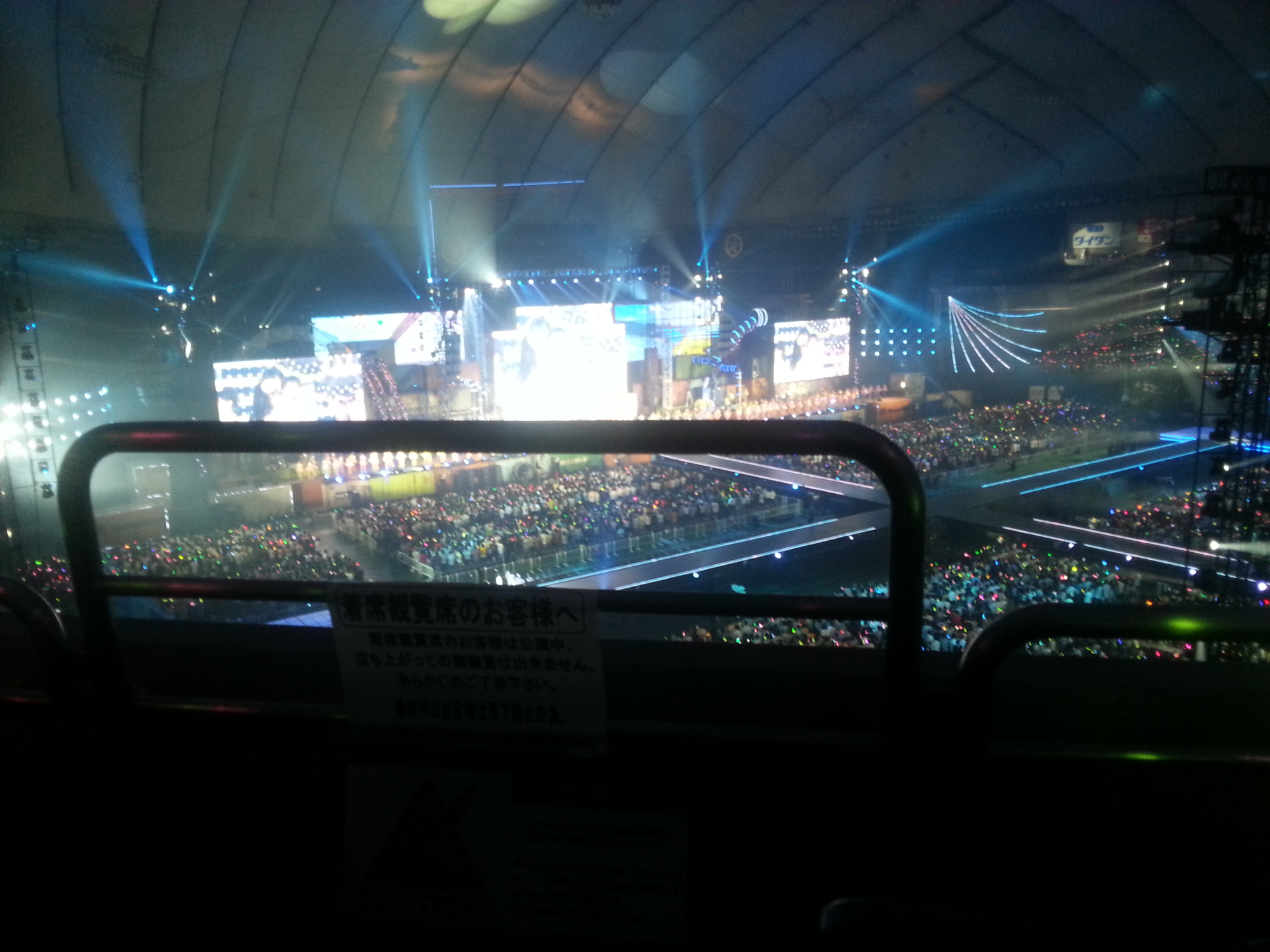
2013年8月在東京巨蛋舉行的「AKB48 2013盛夏的巨蛋巡迴〜還有許多 不得不做的事情〜」演唱會

- 1月1日，AKB48劇場公演曲錄音室专辑“studio recordings collecting”全20種發售[59][註 11]。
- 1月3日，「AKB48 OFFICIAL SHOP HARAJUKU」關閉[60]。
- 1月25日，在AKB48 重温时间 最佳曲目100 2013第二天中宣布，当时的SKE48劇場支配人湯浅洋成为AKB48劇場新經理、当时的AKB48劇場支配人户賀崎智信成为AKB48Group總經理，并对这次的人事变动进行信任投票。
- 1月27日，在AKB48 重温时间 最佳曲目100 2013第四天中公布了上述信任投票的结果、对于湯浅洋担任AKB48劇場支配人是不信任的结果、由此而来的是AKB48劇場支配人由担任AKB48Group总支配人的户賀崎智信兼任、而湯浅则成为户賀崎之下的支配人研究生。同时公布了将于6月在横浜市的日产Stadium举办“AKB48超级嘉年华 〜 日产体育场 好小！才不小！ 〜”。
- 2月1日，由高橋榮樹導演的AKB48第三部紀錄電影《AKB48 笑淚交織》（DOCUMENTARY of AKB48 No flower without rain 少女たちは涙の後に何を見る?）進行首映[61]。板野友美於電影訪問中透露將在2013年內畢業離隊，並在首映會末尾上台表明畢業心聲，使不少在場歌迷痛哭[62]。
- 2月20日，第30張單曲《So long !》發售。
- 3月27日，公布了第32张单曲选拔总选举最终结果的发表，暨开票仪式将在2012年6月8日于神奈川县横浜市・日产Stadium举办的“AKB48超级嘉年华 〜 日产体育场 好小！才不小！ 〜”的第二部分中举行。
- 4月，与朝日新聞的合作“AKB的人生論　对大人们所说的话”（AKB的人生論　大人たちに言いたい）連載開始。每次的作者在组合内轮换。每周五刊登。
- 4月10日，发表了与全日本空輸 (ANA) 的合作项目《Challenge for ASIA by ANA × AKB48》开始的消息[63][64]。
- 4月25日 - 28日，“AKB48团临时总会～黑白分明！～”在日本武道馆举行、AKB48在27日夜单独出演、在28日由48Group总出演时出演一部分[65]。
- 5月22日，第31張單曲《再見自由式》（さよならクロール）正式發行，並創下230萬張的最高出貨量紀錄[註 12][66]。發行當日結算銷售145萬881張，除了是當日的排行冠軍外，也順利超越AKB48自身的發行首日銷售紀錄、《仲夏的Sounds good!》的1,170,554張[67]。
- 6月5日，在日本武道馆举行“AKB48团研究生演唱会“早推得胜”[註 13]。
- 6月8日，在日產體育場举办「AKB48超级嘉年华 〜 日产体育场 好小！才不小！ 〜」及「AKB48第32張單曲選拔總選舉」，隸屬於HKT48的指原莉乃以150,570票奪得冠軍。
- 7月 - 8月，在福冈县的福冈巨蛋、北海道的札幌巨蛋、大阪府的大阪巨蛋、爱知县的名古屋巨蛋及东京巨蛋举行了名为“AKB48 2013盛夏的巨蛋巡回〜还有许多 不得不做的事情〜”（AKB48・2013真夏のドームツアー 〜まだまだ、やらなきゃいけないことがある〜）的巨蛋巡回演唱会。其中於7月21日的福岡雅虎巨蛋演唱會中，即將從AKB48畢業的篠田麻里子指名橫山由依繼任為Team A新任隊長[69]。
- 8月8日，在上述巡演的大阪场公演中宣布将于11月10日在新高轮王子酒店（日语：グランドプリンスホテル新高輪）举行“AKB48集團选秀会议”（AKB48グループドラフト会議）[70]。
- 8月21日，第32張單曲《戀愛的幸運餅乾》（恋するフォーチュンクッキー）發行。
- 8月24日，当日新升格的16名研究生重新组成了曾一度废止的Team 4。队长一职由峯岸南担任。湯浅洋也正式升格为AKB48劇場經理[71][72]。
- 9月12日，《AKB 1/149 恋爱总选举》的PlayStation 3版本发行。
- 9月18日，AKB48第34張單曲選拔猜拳大會在日本武道館舉行，最终松井珠理奈取得了第一名。
- 10月5日，在NHK的冠名電視節目《AKB48 SHOW!》開始播出。
- 10月30日，第33張單曲《真心電流》（ハート・エレキ）發行。
- 11月9日、youtube内AKB48 Official Channel公开的视频中，宣布了将于2014年1月起实行类似职棒联盟的制度，将各个队伍的公演门票抽选倍率作为比较的对象，同时也将开始导入“成员养成制度”，即在次日选秀大会上交涉成功的候补生可以由各队队长决定培养方案[73]。
- 11月10日，在新高轮王子酒店举行了“AKB48集團选秀会议（日语：AKB48のオーディション#AKB48グループ ドラフト会議）”。
- 11月21日，《戀愛的幸運餅乾》进入了第55届日本唱片大獎的候补名单[74]。
- 11月25日，由NHK发表了组合将作为红组的一员连续五年第六次出演第64回NHK紅白歌合戰。
- 12月11日，第34張單曲《倘若在梧桐樹的路上對你說「我夢見了你的微笑」之後我們的關係會有什麼樣的變化呢﹑我兀自持續想了好多天最後有點難為情地得到了一個結論》（鈴懸の木の道で「君の微笑みを夢に見る」と言ってしまったら僕たちの関係はどう変わってしまうのか、僕なりに何日か考えた上でのやや気恥ずかしい結論のようなもの）發行。
- 12月17日，於東京巨蛋城表演廳舉辦「第3屆AKB48紅白對抗歌合戰」[75]。
- 12月31日，參加第64回NHK紅白歌合戰，其中大島優子於節目中宣布於AKB48畢業[76]。

## 2014年
- 1月22日，第5張專輯《未來軌跡》（次の足跡）發行。
- 1月23 - 26日，於東京巨蛋城表演廳舉辦「AKB48 重溫時間 最佳曲目200 2014（200位-101位）」。在初日的公演前記者會中宣布將增添第5組子團「Team 8」，計畫要從全國47都道府縣中各別選出代表參加甄選，並強調她們將成為「去見你的偶像」（会いに行くアイドル），未來會走遍日本全國和粉絲見面，交通車輛則由TOYOTA全面支援[77]。另外在第四日演唱會中宣布將於2月24日舉辦「AKB48集團大組閣祭」[78]。
- 2月24日，於Zepp DiverCity Tokyo（日语：Zepp）舉辦的「AKB48集團大組閣祭」中宣布各隊新任隊長，此外並在隊伍中新增副隊長一職，亦發表許多成員的兼任、移籍與研究生昇格[79]。
- 2月26日，第35張單曲《勇往直前》（前しか向かねえ）發行。
- 3月22日，宣布將於6月7日在味之素球場舉行AKB48第37張單曲選拔總選舉[80]，入選成員範圍擴大至80名[81]。
- 3月29、30日，在國立競技場舉行AKB48單獨以及AKB48集團演唱會「AKB48單獨&Group 春Con in 國立競技場〜丟掉回憶向前沖！〜」，是AKB48史上首次在國立舉行演唱會[82]，但預計在30號，由全48Group的成員參加演出的場次因当日预报的天气情况过于糟糕而在开演前叫停，而预定于当场演出举行的大岛优子毕业典礼也不得不推迟[83]，改為在AKB48第37張單曲選拔總選舉的翌日（6月8日）在味之素球場舉行[84]。
- 4月3日，AKB48正式披露第5組分隊「Team 8」，今後將在今年五月開始在全國20個地方活動，並且預計在夏天登上AKB48劇場，秋天以後將會與TOYOTA銷售部門展開合作。在最後的驚喜影片中宣布Team 8成員擁有「AKB48第37張單曲選拔總選舉」的參加權[85][86]。
- 4月6日，於埼玉超級競技場舉辦的AKB48 重溫時間 最佳曲目200 2014（100位-1位）中宣布各隊千秋樂與初日的時間表[87]。
- 5月21日，第36張單曲《拉布拉多獵犬》（ラブラドール・レトリバー）發行。
- 5月25日，於岩手縣瀧澤市岩手產業文化中心（日语：岩手産業文化センター）舉辦的全國握手會中，發生震驚日本社會的「AKB48握手會傷人事件」，在事件中，川榮李奈與入山杏奈遭遇歹徒以鋸齒狀利刃攻擊，造成了川榮右手拇指骨折與撕裂傷，而入山則是右手小指骨折與撕裂傷、頭部也有受傷，此外場內也有一名工作人員負傷，犯人當場被逮捕，是AKB48舉辦握手會以來所遭遇最大的安全事故[88][89]，原本預定於26日舉行的AKB48 Team 4公演也因此取消[90]，劇場總經理茅野忍也於個人Blog上表示未來將會對成員的心理輔導視為最優先考量[91]，而川榮與入山經過治療後已於26日出院[92]。
- 6月7日，於東京味之素球場舉行「AKB48第37張單曲選拔總選舉[93]，AKB48成員渡邊麻友以159854票奪得第一位。隔日在同一個場地舉辦「大島優子味之素球場畢業演唱會」[94]。
- 8月8日－10日，於幕張展覽館舉辦「AKB48集團夏日祭典」（AKB48グループ夏祭り），並且在第一天活動中進行各團的猜拳大會預備戰[95]。
- 8月18日－20日，於東京巨蛋舉辦「AKB48集團東京巨蛋演唱會〜不會嗎？不會嗎？絕對不會發表畢業嗎？～」，其中在18號的場次是AKB48首次在東京巨蛋單獨演出，此外20號的演唱會是AKB48集團第10場在東京巨蛋舉行的演唱會，打破由瑪麗亞·凱莉所保持的女性藝人[註 14]於東京巨蛋開唱次數最多的紀錄[96]，此外也達成女性藝人首次能在東京巨蛋連續三年開唱的紀錄[97]。
- 8月27日，第37張單曲《心之告示牌》（心のプラカード）發行。
- 9月17日，於日本武道館舉行「AKB48 Group 猜拳大會2014」，本次活動由渡邊美優紀獲得冠軍並獲得發行個人solo單曲出道的機會[98]，隨後在此活動將結束時的驚喜發表中，披露AKB48第38張單曲的選拔成員名單，本次選拔組名單共有32位成員入選，創下AKB48秋季單曲選拔組入選人數最多的紀錄，而單曲Center將由渡邊麻友與宮脇咲良共同擔任[99]。
- 10月27日，披露與求職網站DIP（日语：ディップ）合作的「打工AKB（日语：AKB48のオーディション#バイトAKB48 プロジェクト）」企劃所招募的打工成員，而過去已從AKB48畢業的4期生佐伯美香也名列其中[100]。
- 11月26日，第38張單曲《希望無限》（希望的リフレイン）發行，此外NHK也於同日發表了AKB48將作為紅組的一員連續六年第七次出演第65回NHK紅白歌合戰，本次AKB48、SKE48、NMB48、HKT48皆入選其中，是AKB48集團首次旗下團體皆獲邀登上紅白歌合戰的舞台[101]。
- 12月2日，日本公信榜公布AKB48第38張單曲首周獲得約113萬張銷量後，單曲累積總銷量達到了3111.1萬張，成為首位突破3千萬銷售大關的女性歌手，此外AKB48僅用了8年10個月便達到此銷售成績也是史上最快[102]。
- 12月16日，於東京巨蛋城表演廳舉辦「第4屆AKB48紅白對抗歌合戰」[103][104]。
- 12月31日，參加第65回NHK紅白歌合戰。

## 2015年
- 1月21日－25日，於東京巨蛋城表演廳舉辦「AKB48 重溫時間 最佳曲目1035 2015」，首次將過去所發表的1,035首48集團系列歌曲進行總排名[105]，此外在最終日的晚場演唱會上，披露將於日本北陸地方北端的新潟市成立AKB48第七個[註 15]姊妹團「NGT48」，並將於3月份開始招募一期生成員，10月1日成立NGT48劇場，此外並宣布幾項人事異動，SKE48劇場經理候補生今村悅朗移籍至NGT48擔任劇場經理，AKB48劇場經理湯淺洋移籍至SKE48擔任劇場經理，SKE48劇場經理研究生芝智也升格擔任AKB48劇場經理[106]。
- 2月28日，「打工AKB」企劃結束[107]。
- 3月4日，第39張單曲《Green Flash》發行。
- 3月25日－26日，於埼玉超級競技場舉辦「AKB48年輕成員全國巡迴演唱會～未來是由現在構成的～」與「AKB48春季單獨演唱會～次期總現正修行中！～」兩場演唱會[108][109]，並且在第二日的單獨演唱會中宣布了新一波的組閣人事異動[110]。
- 5月10日，於有明競技場舉辦「第二屆AKB48集團選秀會議[111][112]。」
- 5月20日，第40張單曲《我們不戰鬥》（僕たちは戦わない）發行，為AKB第27張冠軍單曲，至6月共計173.4萬張銷量，亦創下日本Oricon單曲榜單日最高銷售量1,472,375張之紀錄[113]。
- 6月6日，於福岡巨蛋舉辦「AKB48第41張單曲選拔總選舉」[114]，冠軍為HKT48成員指原莉乃。
- 8月6日，AKB48於台灣進行徵選，秋元康選出17位合格者，合格者經訓練後將再進行最後審查。
- 8月25日，於東京巨蛋舉行觀眾免費入場之「第一回AKB Group對抗大運動會」[115]。
- 8月26日，第41張單曲《Halloween Night》發行。首周銷量達127.8萬張，為AKB48第23張銷量破百萬及連續第28張居週榜第一名的單曲[116]。
- 9月16日，於橫濱競技場舉行「AKB48家族 猜拳大會2015」[117]，最後冠軍為AKB48 Team K的藤田奈那，獲得發行個人出道solo單曲的機會。藤田是AKB集團繼板野友美、前田敦子、岩佐美咲、渡邊麻友、指原莉乃、松井咲子（鋼琴演奏專輯）、河西智美、柏木由紀、高橋南、倉持明日香、松村香織、渡邊美優紀，第13位以個人名義出道的成員[118]。
- 9月30日，AKB48台灣官方專門店暨會員俱樂部服務停止。
- 11月18日，AKB48成軍10週年紀念專輯《0與1之間》發售。此張精選輯亦是AKB48第六張獲得週冠的專輯，超越PRINCESS PRINCESS和Perfume成為史上獲得最多次專輯週榜冠軍的女子團體[119][120]。
- 12月6日，於東京皇家王子大飯店舉行「10周年記念祭」，包括前田敦子、大島優子、板野友美、篠田麻里子、河西智美、秋元才加等前成員與現任成員一起參與AKB48團體演出，門票為2007年寫真書所附的入場券，當天約有500位歌迷持8年前的入場券入場[121]。
- 12月8日，於AKB48劇場舉行「AKB48劇場10周年特別記念公演」，前成員與現任成員一起參與AKB48團體演出，公演中由高橋南正式將總監督職銜交接給橫山由依[122]。
- 12月9日，第42張單曲《紅唇Be My Baby》發行。累計總銷量3615.8萬張，超越B'z單曲總銷量3580.9萬張，成為日本歷代第一[123]。
- 12月15日，於東京巨蛋城表演廳舉行「第5回AKB48紅白對抗歌合戰」。並公布包括前田敦子、大島優子、板野友美、篠田麻里子前成員將參加AKB48於2016年3月9日發行之第43張單曲。現場公布AKB48台灣研究生之一的馬嘉伶獲選加入AKB48本團，成為AKB48首位外籍成員[124]。
- 12月31日，參加第66回NHK紅白歌合戰，已畢業的前田敦子、大島優子參與演唱《飛翔入手》、《無限重播》、《戀愛的幸運餅乾》等3曲；2016年1月4日，NHK公布該屆紅白最高收視段落，AKB48出場時為該節目收視率最高之時段。

## 2016年
- 1月16-18日，於東京巨蛋城表演廳舉行了《AKB48單獨 重溫時間 最佳曲目 100 2016》演唱會。
- 1月22-24日，於東京巨蛋城表演廳舉行了《AKB48集團 重溫時間 最佳曲目 100 2016》演唱會。
- 3月9日，發行第43張單曲《你就是旋律》。
- 3月26日，於橫濱球場舉行的《AKB48 祝 高橋南畢業「148.5cm看到的夢想」 in 橫濱球場》演唱會上，公布將啟動海外姊妹團台北TPE48、馬尼拉MNL48及曼谷BNK48的計畫[125][126]。
- 6月1日，發行第44張單曲《不需要翅膀》。
- 6月9日，AKB48官方網站宣布SNH48營運商單方面違反契約，所有日本國內姊妹團的官方網站即時將與SNH48有關的連結移除，與SNH48的姊妹團體關係進入重新審核狀態，並表示SNH48營運方新成立的BEJ48及GNZ48與AKB48無關，兩團都不是AKB48集團的一部分[127]。
- 6月10日，AKB48官方宣布成員鈴木瑪麗亞在SNH48的兼任解除[128]。
- 6月18日，在新潟县立棒球場举办「AKB48第45張單曲選拔總選舉」，由HKT48的指原莉乃以243,011票再次奪得冠軍。
- 8月14日，AKB48在《不需要翅膀》大握手會中宣布即將招募16期生的消息。此為AKB48睽違三年後再度招募新成員[129]。
- 8月31日，發行第45張單曲《LOVE TRIP/分享幸福》。
- 10月10日，於《AKB48家族 猜拳大會2016》上，宣布將於隔年夏天成立以瀨戶內海周邊七縣[註 16]為主，並以船上劇場形式活動的新團體「STU48」，是AKB48集團在日本國內第6個姊妹團體[130]。
- 10月12日，AKB48集團全體成員的SHOWROOM個人直播正式全面開放[131]。此前，AKB48集團營運方曾於去年與今年選拔總選舉期間在SHOWROOM上舉行成員間的線上宣傳投票活動，但均僅限定成員們在活動期間才可使用SHOWROOM直播。
- 11月16日，發行第46張單曲《High Tension》。
- 12月15日，舉行「第6回AKB48紅白對抗歌合戰」[132]。
- 12月31日，參加第67回NHK紅白歌合戰。此次演出配合「AKB48 夢之紅白選拔」企劃，從整個AKB48集團日本國內各團成員中選拔的48位成員皆由觀眾所投票選出，並且以現場直播的方式公布前16名成員的排位順序，第一名為NMB48的山本彩[133]。

## 2017年
- 1月21-22日，於東京巨蛋城表演廳舉行《AKB48集團 重溫時間 最佳曲目 100 2017》演唱會。
- 3月15日，發行第47張單曲《Shoot Sign》。
- 4月17日，發布工作人員的人事異動，廢除AKB48集團總管理人一職，原AKB48集團管理人茅野忍兼任的AKB48劇場經理一职，由細井孝宏出任，而茅野則專任AKB48集團服裝部總負責人與創意總監[134]。
- 5月31日，發行第48張單曲《空有願望》，此單曲亦是該年度的NHK全國學校音樂大賽（日语：NHK全国学校音楽コンクール）初中組的必選曲目[135]。
- 6月17日，原定在沖繩豐崎海濱公園・豐崎美麗陽光海岸舉辦的「AKB48第49張單曲選拔總選舉」開票儀式，因氣候不佳改至鄰近的豐見城市立中央公民館舉行，並取消原本有觀眾參與的安排；本屆由HKT48的指原莉乃以246,376票再次奪得冠軍，拿下AKB48選拔總選舉的三連霸，也是個人的第四座總選舉冠軍。
- 7月9日，AKB48成員木崎由里亞、島田晴香與AKB48集團總監督橫山由依三人，參加位於台灣台北的花漾Hana展演空間舉辦的《AKB48 Fan Meeting in TAIWAN》 簽名及握手會，並在活動中宣布將於同年9月1日正式展開TPE48第一期生的徵選活動[136]。
- 8月30日，發行第49張單曲《#就是喜歡你》。
- 10月31日，於埼玉超級競技場舉行「渡邊麻友畢業演唱會～願大家的夢想都能實現～」。
- 11月22日，發行第50張單曲《11月的腳鏈》。
- 12月8日，在AKB48劇場12周年特別紀念公演上宣布第五次組閣，此次組閣取消了所有姐妹團成員在AKB48的兼任，取而代之的是由Team 8成員全員兼任AKB48的四個隊伍，此外也包含了部分研究生的昇格，其中武藤十夢與武藤小麟成為AKB48成員中首對在同隊伍活動的姊妹[137]。
- 12月31日，參加第68回NHK紅白歌合戰。此次配合舉行「AKB48 夢之紅白選拔」企劃，由觀眾票選喜歡的AKB48歌曲，並選擇前三名做為AKB48登場紅白演唱的曲目。最終前三名依序為《11月的腳鏈》、《365天的紙飛機》、《大聲鑽石》。

## 2018年
- 1月21-22日，於東京巨蛋城表演廳舉行《AKB48集團 重溫時間 最佳曲目100 2018》演唱會，NGT48以《藍天會延續到這世界上的哪裡去呢？》獲得該年度「重溫時間」的第一名，連續兩年奪得冠軍，而所有以NGT48名义参与投票的歌曲更全部上榜[138]。
- 3月10日，AKB48集團旗下所有團體（包含海外姊妹團）共同舉行「AKB48集團中心測驗」（AKB48グループ センター試験），該活動係仿效「大學入試中心試驗」，即日本的大學聯合入學考試，以紙筆測驗的方式測驗成員們對AKB48的熟悉程度；除了AKB48集團各團成員之外，也開放部分名額予粉絲參加[139][140]。同月15日，該測驗的成績排名前100人名單在AKB48官方SHOWROOM頻道公布，其中前三名為向井地美音、岩立沙穗、柏木由紀（均屬AKB48），排名前16人會獲得「特別選拔」的機會演唱專屬歌曲[141]。
- 3月14日，發行第51張單曲《Ja-Ba-Ja》。
- 5月30日，發行第52張單曲《Teacher Teacher》。
- 6月16日，AKB48第53張單曲世界選拔總選舉開票儀式於名古屋巨蛋舉行，該屆總選舉由SKE48成員松井珠理奈拿下冠軍，為松井個人首次獲得AKB48選拔總選舉冠軍。
- 9月19日，發行第53張單曲《感傷列車》。
- 11月28日，發行第54張單曲《NO WAY MAN》。
- 12月8日，舉行AKB48劇場13周年特別紀念公演；在該公演上，除了宣布5名研究生升格為正式成員之外，現任AKB48集團總監督的橫山由依亦宣布將把此職位擇期交棒給15期生後輩的向井地美音[142][143]。
- 12月31日，參加第69回NHK紅白歌合戰，達成連續10年紅白出場。此次登場適逢指原莉乃稍早於同月15日宣布畢業，演唱曲目選擇指原擔任Center的《戀愛的幸運餅乾》，並邀請泰國姐妹團BNK48赴日共同登場演出。

## 2019年
- 1月8日，NGT48成員山口真帆於深夜在個人SHOWROOM直播上公開去年12月初在自宅玄關處被兩名男子襲擊的事件；然而營運方對此事件的後續處理不周，引發日本輿論譁然。NGT48劇場經理今村悅朗於同年1月14日被營運方撤換，山口個人則於同年5月19日畢業。
- 1月11日，於東京TBS赤坂ACT劇場舉行「AKB48集團歌唱力No.1決定戰」（AKB48グループ歌唱力No.1決定戦）決勝大會，並由TBS電視台的CS衛星1台現場轉播。該活動旨在獎勵AKB48集團內具備歌唱實力的成員，自2018年末開始舉行預選（預賽），選出21人進入決勝大會（決賽），優勝者能擁有個人專屬、由總製作人秋元康譜曲的獨唱曲。優勝最終由SKE48成員野島樺乃（日语：野島樺乃）拿下[144]。
- 1月18-19日，於東京巨蛋城表演廳舉行《AKB48集團 重溫時間 最佳曲目100 2019》演唱會，AKB48 Team 8以《去47個美麗城市》獲得該年度「重溫時間」的第一名，也是該曲在此活動連續3年獲選前三後首次奪冠。
- 1月27日，AKB48與AKB48集團海外6團共同於曼谷近郊曼通塔尼IMPACT展覽中心中的曼通塔尼IMPACT Arena舉行「AKB48 Group Asia Festival 2019 in BANGKOK」[145]。
- 3月7日，AKB48劇場經理細井孝宏被撤換，疑因與前NGT48劇場經理今村悅朗同桌共飲的照片傳上網路有關；該職務則暫時懸缺[146]。
- 3月13日，發行第55張單曲《回憶上心頭DAYS》。亦在同日，AKB48營運方宣布該年度的選拔總選舉停辦[147][148][149]。
- 3月24日，《AKB48 SHOW!》結束播出。
- 3月27日，《AKB48的All Night Nippon》結束播出。
- 4月1日，向井地美音正式接替橫山由依，成為第3任AKB48集團總監督[150][151]。
- 4月7日，《AKB48的All Night Nippon》的後繼節目《AKB48 2029廣播 ～給10年後的你～（日语：AKB48 2029ラジオ〜10年後の君へ〜）》開始於每週日深夜在日本放送播出。
- 4月28日，於橫濱球場舉行「指原莉乃畢業演唱會～再見了，指原莉乃～」。
- 5月2日，即將畢業的Team B隊長高橋朱里，於畢業公演上指名岩立沙穗接任隊長職務。
- 6月14日，宣布將自同年7月7日至10月22日，舉辦睽違4年、為期10天共20場的日本全國巡迴演唱會「AKB48全國巡演2019～完全享受AKB！～」（AKB48全国ツアー2019～楽しいばかりがAKB!～）[152][153][154]。
- 6月30日，劇場公演新劇目「我的夏天開始了」（僕の夏が始まる）進行初日公演[155]。
- 8月24日，AKB48與AKB48集團海外6團共同於上海國家會展中心舉行「AKB48 Group Asia Festival 2019 in SHANGHAI」[156]。
- 9月18日，發行第56張單曲《持續愛你》。
- 9月25日，播出時間長達11年的《AKBINGO!》結束播出。至此AKB48在日本六大電視網（包括核心局及NHK）的电视节目全数终止，無線電視平臺的冠名節目也僅剩Team 8的《KANTO白書（日语：AKB48チーム8のKANTO白書 バッチこーい!）》。
- 10月19日，於臺北小巨蛋舉行「AKB48 in Taipei 2019 ~Are You Ready For It?~」演唱會，首次在海外舉辦團體的單獨演唱會（ソロコンサート）。
- 10月31日，於東京TBS赤坂ACT劇場舉行「第2屆AKB48集團歌唱力No.1決定戰」（第2回AKB48グループ歌唱力No.1決定戦）決勝大會，並由TBS電視台的CS衛星1台現場轉播；與上屆相同，優勝者能擁有個人專屬的獨唱曲。優勝最終由決賽日4天前宣布畢業的AKB48成員矢作萌夏拿下[157]。
- 11月9-24日，AKB48集團日本國內6團共同於福岡市的博多座舉行「AKB48集團特別公演」，該公演由兩個劇目構成，上半場為日本經典電影《無仁義之戰》改編搬上舞台的「無仁義之戰～她們（女人們）的殊死戰鬥篇～」（仁義なき戦い～彼女(おんな)たちの死闘篇～），下半場則為福岡當地舞台秀劇團「劇團餡蜜姬」（劇団 あんみつ姫）企劃製作的「餡蜜姬製作　Review48」（あんみつ姫プロデュース　レヴュー48）[158]。
- 12月8日，舉行AKB48劇場14周年特別紀念公演。在該場公演結束前，身為團內唯一現役1期生的峯岸南宣布了畢業的消息[159]。
- 12月31日，參加第70回NHK紅白歌合戰，演唱曲目與上屆紅白相同為《戀愛的幸運餅乾》，同時自海外系列團體各選拔1人、共8位成員同台表演。
- 以往每年均會舉行的「AKB48集團猜拳大會」以及「AKB48紅白對抗歌合戰」，今年跟選拔總選舉一樣均停辦，惟AKB48營運方沒有說明原因。

## 2020年
- 1月18-26日，於東京巨蛋城表演廳舉行為期9天、共17場公演的「AKB48集團2020TDC公演祭典」（AKB48グループ2020TDCライブ祭り）[160][161][162][163][164]，其中做為一系列公演之中心的《AKB48集團 重溫時間 最佳曲目50 2020》於19至20日舉行（2場次），HKT48以《浪漫的疾病》（ロマンティック病）獲得該年度「重溫時間」的第一名[165][166]。
- 1月20日，身兼AKB48營運單位以及AKB48集團事業統括單位的AKS發布消息，將進行AKB48集團日本國內系列團體的營運單位分拆，原由AKS直營的AKB48、HKT48、NGT48將於同年3至4月起分別成立個別公司經營，達成AKB48集團旗下各團的獨立經營體制；AKS除了將不再直接負責AKB48集團系列團體的營運之外，也將更改公司名稱為「Vernalossom」（ヴァーナロッサム），以AKB48集團的海外事業及IZ*ONE在日本的运营为主，并拓展新的業務[167][168]。
- 2月26日，受到日本政府因應2019冠狀病毒病疫情對各式活動暫停舉行的請求[169]，AKB48集團旗下各團宣布接下來兩週暫停包括劇場公演、巡演等表演活動（後來改為無限期暫停），此前已宣布握手會因應疫情延期舉辦[170]。
- 3月18日，發行第57張單曲《感謝失戀》。
- 4月1日，前述的營運單位分拆正式實施，AKB48轉由「株式會社DH」、HKT48轉由「株式會社Mercury」、NGT48轉由「株式會社Flora」接手經營[171]。
- 4月15日，因應新冠疫情帶來的居家隔離對策，AKB48發表以「在家給日本帶來元氣！！」（おうちから、ニッポンを元気に！！）為主題的「OUC48企劃」（OUC48プロジェクト），在疫情期間推出各種以遠端演出（リモート出演）呈現的網路節目[172]。
- 8月31日，在疫情尚未停歇的狀況下，AKB48營運單位宣布自9月3日起，在有管制措施的情形下重啟观众入场观览劇場公演[173]。
- 11月16日，第71回NHK紅白歌合戰出場歌手名單公布，AKB48未獲邀請，中斷了連續11年紅白出場的紀錄。「AKB48 紅白落選」亦因此成為日本網路熱搜關鍵字。

## 2021年
- 5月22-23日，在橫濱的PIA Arena MM（日语：ぴあアリーナMM）舉行3場有觀眾入場的演唱會，分別為《峯岸南畢業演唱會 ～沒有櫻花不會盛開的春天～》（峯岸みなみ卒業コンサート ～桜の咲かない春はない～）[174][175][176]、《AKB48 Team 8全國巡演 ～去47個美麗城市～ 最終場 神奈川縣公演「仰望深藍的天空」》（AKB48チーム8 全国ツアー 〜47の素敵な街へ〜ファイナル 神奈川県公演 『真っ青な空を見上げて』）[177][178]、以及《AKB48單獨演唱會 ～如果喜歡的話，就把喜歡說出來～》（AKB48単独コンサート ～好きならば好きだと言おう～）[179][180]。第3場由柏木由紀擔任「演出」，負責該場演唱會表演曲目的編成。在第3場的最後，AKB48營運單位突擊發布兩個消息，分別為AKB48將於9月29日發行睽違一年半的新單曲、以及7月起將在某核心台播出冠名節目[181]。
- 6月10-13日，於東京巨蛋城表演廳舉行混合戲劇與歌曲表演的特別公演「AKB48 THE AUDISHOW」，共舉行7場[182]。
- 9月29日，發行第58張單曲《一切都成Rumor》。

## 2022年
- 5月18日，發行第59張單曲《是前男友》。
- 10月19日，發行第60張單曲《久違的Lip Gloss》。

## 2023年
- 2月27日，AKB48 移籍日本環球音樂。
- 4月26日，發行第61張單曲《無論如何都喜歡你》。
- 9月27日，發行第62張單曲《如果不是偶像的話》。

## 2024年
- 3月13日，發行第63張單曲《美瞳Wink》。
- 3月17日，在“AKB48春季演唱會2024 in Pia Arena MM～淚水終將來臨～”白天場中，公開最終合格的5位19期研究生白鳥沙怜、花田藍衣、伊藤百花、川村結衣、奧本凱莉[183]。而在晚間場中，宣布17期研究生10名成員佐藤綺星、水島美結、平田侑希、橋本恵理子、山崎空、正鋳真優、布袋百椛、太田有紀、畠山希美、小濱心音全員升格為正式生[184]。
- 7月17日，發行第64張單曲《戀愛卡住了》。
- 12月8日，AKB48劇場全面翻新，為總製作人秋元康作曲的新公演《由此开始》的初日公演，這也是時隔約9年再次舉辦公演。成員小栗有以、倉野尾成美、佐藤綺星、八木愛月以及首任總監督高橋南出席了新劇場開幕式，座位數從144個增加到160個。兩根巨大的柱子仍然保留，但三面安裝了LED面板，可以播放舞台影像[185]。
- 12月20日，在《由此开始》的公演中，公開最終合格的3位20期研究生大賀彩姬、近藤沙樹、丸山日向，三人在粉絲面前表演了《希望副歌》[186]。
- 12月25日，發行第10張專輯《因為是AKB48》。

## 2025年
- 4月2日，發行第65張單曲《意想不到的Confession》，並在第65張單曲發行紀念直播中宣布18期研究生8名成員秋山由奈、新井彩永、工藤華純、久保姬菜乃、迫由芽實、成田香姬奈、八木愛月、山口結愛全員升格為正式生，以及將於6月27日至29日舉辦升格紀念演唱會[187]。
- 8月13日，發行第66張單曲《Oh my pumpkin!》。本單曲為二十周年紀念單曲，選拔AKB48 11位現役成員、4位畢業成員，以及來自全球七個姊妹團（含JKT48、BNK48、MNL48、CGM48、KLP48、Team SH、Team TP）各1位成員[188]。